# Victor Giraud
Joseph Constant Victor Giraud (Morestel, 15 de marzo de 1858 - Plombières-les-Bains, 22 de agosto de 1898) fue un explorador francés del África ecuatorial.

## Biografía

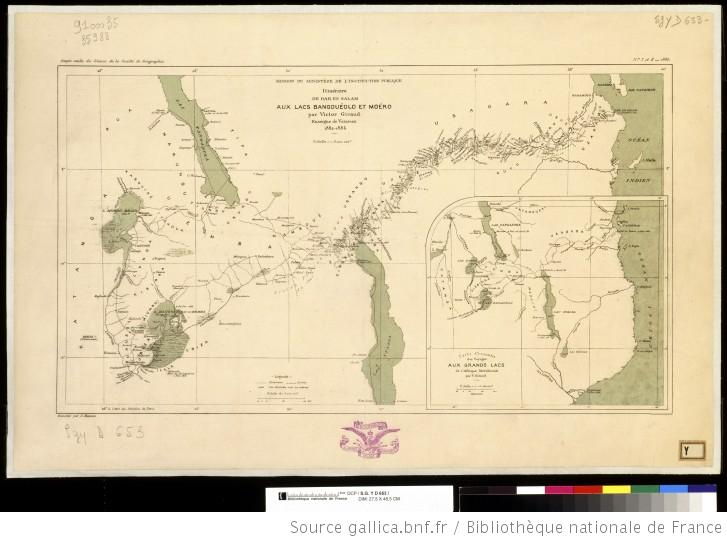
Itinerario de Giraud durante su viaje a los lagos de África ecuatorial

Los relatos de los viajes de David Livingstone y su muerte en las marismas del lago Bangweulu impulsaron a Giraud a explorar los lagos del África ecuatorial. Planeaba completar su expedición en la estación seca, en seis meses de viaje. Decidió seguir la misma ruta que Livingstone para evitar los caminos más transitados, donde las deserciones de porteadores eran más frecuentes. En julio de 1883 salió desde Marsella en el Jenna y después de cuarenta y cinco días de navegación monótona, a finales de agosto, llegó a Zanzíbar. 
Antes de partir de Zanzíbar, Giraud fue recibido por el sultán de Said Bargach, gracias al cual pudo preparar más fácilmente. En diciembre de 1883, el equipo y los hombres fueron cargados en un barco que los llevó a la costa en Dar es Salaam. La caravana, dirigida por el árabe Nassib, estaba formada por ciento veintiuna personas. Además de camas, tiendas, mesas y otros objetos, incluía una lancha de siete metros y medio de longitud, cortada en cinco secciones, para navegar por los lagos africanos.  
Se dirigió hacia el extremo norte del lago Malaui y desde allí, a través del río Chambeshi, hasta el lago Bangweulu. Giraud recorrió luego el lago Mweru Wantipa y la región meridional del lago Tanganica. Partió luego hacia la estación de Karéma, situada en la parte sureste del lago Tanganica y creada por el explorador belga Ernest Cambier, donde pasó varios meses recuperándose y realizando algunos estudios sobre los moluscos del lago. Decidió organizar una expedición para llegar al Congo, pero no obtuvo colaboración y se vio obligado a tomar el camino de regreso. Giraud se dirigió hacia el sur, llego de nuevo al lago Malaui, que bordeó por su orilla oriental, y viajó hasta el puerto mozambiqueño de Quelimane, adonde llegó después de dos años de difícil viaje. Desde Quelimane, Giraud embarcó para Zanzíbar y desde allí regresó a Francia.    
El libro Les Lacs de l'Afrique équatoriale: voyage d'exploration exécuté, de 1883 à 1885, que relata su exploración, se publicó en 1890 con numerosos grabados.
Recibió la Medalla de Oro de la Sociedad de Geografía de París en 1885 por sus estudios topográficos de los Grandes Lagos del África Ecuatorial. Durante el tiempo que pasó en Karéma, recogió gran cantidad de muestras de moluscos y fue recibido como miembro honorario de la Sociedad Malacológica de Francia. Murió en agosto de 1858 mientras planeaba un nuevo viaje a África.